# Currie Cup 1966
La Currie Cup de 1966 fue la vigésimo novena edición del principal torneo de rugby provincial de Sudáfrica.
El campeón fue el equipo de Western Province quienes obtuvieron su vigésimo primer campeonato.

## Participantes

### Posiciones
| Equipo                  |
| ----------------------- |
| Western Province        |
| Boland                  |
| Border                  |
| Eastern Province        |
| Eastern Transvaal       |
| Griqualand West         |
| Natal                   |
| North Eastern Districts |
| Northern Transvaal      |
| Orange Free State       |
| Rhodesia                |
| South West Africa       |
| South Western Districts |
| Transvaal               |
| Western Transvaal       |

|  | Campeón. |

### Campeón
| Bandera de Sudáfrica     |
| Campeón Western Province |
| Vigésimo primer título   |